# Industriell spillvärme
Industriell spillvärme, även kallat industriell restvärme eller enklare restvärme, är värme som blir över från industriella processer, till exempel från pappers-, stål- eller kemiindustrier. Restvärmen kan tillvaratas exempelvis som fjärrvärme utan att mer bränsle behöver tillföras i den ursprungliga processen eller att utsläppen ökar. Är spillvärmens temperaturnivå tillräckligt hög kan den matas direkt ut i fjärrvärmenätet, i annat fall kan temperaturen först höjas med hjälp av värmepumpar. 
I Sverige producerades under 2000-talet årligen i genomsnitt ca 5 TWh fjärrvärme från restvärme, utgörande ca åtta procent av den totala produktionen. Enligt Fjärrvärmeutredningen och dess olika konsultrapporter finns det i Sverige en potential på ytterligare 3,5−5 TWh som skulle kunna tas tillvara. En statlig utredning Fjärrvärme i konkurrens föreslog 2011 att fjärrvärmenäten skulle öppnas för externa leverantörer. År 2014 infördes en ny lagstiftning för anslutning av extern värme till fjärrvärmenäten som stärkte monopolets ställning.  
Industrigruppen Återvunnen Energi samlar de största aktörerna som levererar restvärme till fjärrvärmenäten. 